# Onda de tornados de maio de 2019

Um tornado F3 passando ao norte de Minneola, Kansas, em 17 de maio

A onda de tornados de maio de 2019 foi um surto recorde de tornados que afetou os Estados Unidos e o Canadá, que produziu mais de 237 tornados, incluindo 47 eventos significativos (tornados EF2+). 18 destes foram tornados EF3, abrangendo vários estados, incluindo Nebraska, Kansas, Texas, Missouri, Oklahoma, Colorado, Indiana, Iowa e Ohio, com tornados adicionais sendo confirmados em Illinois e Minnesota.
Um tornado EF4 atingiu Linwood (Kansas), Kansas.
Em 28 de maio, nos Estados Unidos tinha-se completado 12 dias consecutivos com pelo menos oito tornados, quebrando assim o recorde anterior de 11 dias seguidos de 1980. Durante esse período, os Estados Unidos tiveram uma média de 27,5 tornados por dia.
Esta onda de tornados é a 65º onda dos Estados Unidos registrada com mais de 50 tornados, e a quarta já registrada com mais de 100. Os tornados durante este período foram relatados em metade de todos os estados do país. Em 24 de maio, a Pensilvânia excedeu seu número médio anual de tornados.
Um padrão de agregação aumentada de tornados estadunidenses havia sido documentado anteriormente.
As tempestades de maio também incluíram frequentes chuvas fortes, às vezes em níveis recordes, em terrenos anteriormente saturados. Isso resultou em inundações ribeirinhas generalizadas e inundações repentinas, que frequentemente interferiram nos esforços de emergência relacionados a danos provocados por tornados. A nova precipitação também ampliou as inundações existentes ao longo do sistema do rio Mississippi para registrar as durações.

## Tornados notáveis
| Data       | Total | Escala Fujita melhorada | Escala Fujita melhorada | Escala Fujita melhorada | Escala Fujita melhorada | Escala Fujita melhorada | Escala Fujita melhorada | Escala Fujita melhorada |
| Data       | Total | EFU                     | EF0                     | EF1                     | EF2                     | EF3                     | EF4                     | EF5                     |
| ---------- | ----- | ----------------------- | ----------------------- | ----------------------- | ----------------------- | ----------------------- | ----------------------- | ----------------------- |
| 17 de maio | 17    | 2                       | 6                       | 3                       | 4                       | 2                       | 0                       | 0                       |
| 18 de maio | 19    | 0                       | 3                       | 8                       | 5                       | 3                       | 0                       | 0                       |
| 19 de maio | 20    | 0                       | 5                       | 15                      | 0                       | 0                       | 0                       | 0                       |
| 20 de maio | 11    | 0                       | 2                       | 5                       | 3                       | 1                       | 0                       | 0                       |
| 21 de maio | 25    | 1                       | 8                       | 13                      | 2                       | 1                       | 0                       | 0                       |
| 22 de maio | 18    | 0                       | 3                       | 10                      | 2                       | 3                       | 0                       | 0                       |
| 23 de maio | 13    | 0                       | 4                       | 7                       | 1                       | 1                       | 0                       | 0                       |
| 24 de maio | 16    | 0                       | 9                       | 7                       | 0                       | 0                       | 0                       | 0                       |
| 25 de maio | 8     | 3                       | 1                       | 2                       | 1                       | 1                       | 0                       | 0                       |
| 26 de maio | 22    | 11                      | 1                       | 9                       | 1                       | 0                       | 0                       | 0                       |
| 27 de maio | 50    | 10                      | 19                      | 10                      | 5                       | 6                       | 0                       | 0                       |
| 28 de maio | 13    | 0                       | 3                       | 5                       | 4                       | 0                       | 1                       | 0                       |
| 29 de maio | 3     | 3                       | 0                       | 0                       | 0                       | 0                       | 0                       | 0                       |
| Total      | 237   | 30                      | 64                      | 94                      | 28                      | 18                      | 1                       | 0                       |